# Robin Schulz
Robin Schulz (Osnabrück, 28 april 1987) is een Duits dj en producer.
In 2013 remixte Schulz de single Waves van de Nederlandse zanger Mr. Probz. Dit nummer bereikte de eerste plaats in Vlaanderen, Verenigd Koninkrijk, Duitsland, Oostenrijk, Zwitserland, Zweden en Noorwegen. Hij kreeg echter geen credits voor deze single. In 2014 remixte Schulz de single Prayer in C van Franse band Lilly Wood & The Prick. Ook met die single haalde hij de top van de hitlijsten in onder meer in de Nederlandse Single Top 100, de Media Markt Top40, de Vlaamse Ultratop 50, Duitsland, Oostenrijk en Zwitserland.

## Discografie

### Singles
| Single met eventuele hitnotering(en) in de Nederlandse Top 40 | Datum van verschijnen | Datum van binnenkomst | Hoogste positie | Aantal weken | Opmerkingen                                                  |
| ------------------------------------------------------------- | --------------------- | --------------------- | --------------- | ------------ | ------------------------------------------------------------ |
| Waves (Robin Schulz remix)                                    | 2014                  | 15-03-2014            | tip1            | -            | met Mr. Probz                                                |
| Prayer in C (Robin Schulz remix)                              | 06-06-2014            | 05-07-2014            | 1(4wk)          | 26           | met Lilly Wood & The Prick / Nr. 1 in de Single Top 100      |
| Sun Goes Down                                                 | 2014                  | 27-09-2014            | tip13           | -            | met Jasmine Thompson                                         |
| Headlights                                                    | 03-04-2015            | 09-05-2015            | 26              | 9            | met Ilsey / Nr. 33 in de Single Top 100                      |
| Sugar                                                         | 2015                  | 03-10-2015            | 4               | 24           | met Francesco Yates / Nr. 6 in de Single Top 100             |
| Show Me Love                                                  | 2016                  | 02-04-2016            | 36              | 5            | met J.U.D.G.E.                                               |
| Heatwave                                                      | 2016                  | 18-06-2016            | tip8            | -            | met Akon                                                     |
| Shed a Light                                                  | 2016                  | 17-12-2016            | 21              | 14           | met David Guetta & Cheat Codes / Nr. 97 in de Single Top 100 |
| OK                                                            | 2017                  | 24-06-2017            | 23              | 10           | met James Blunt / Nr. 86 in de Single Top 100                |
| I Believe I'm Fine                                            | 2017                  | 23-09-2017            | tip2            | -            | met Hugel                                                    |
| Speechless                                                    | 2018                  | 05-01-2019            | 7               | 22           | met Erika Sirola                                             |
| All This Love                                                 | 2019                  | 11-05-2019            | tip11           | -            | met Harloe                                                   |
| In Your Eyes                                                  | 2020                  | 01-02-2020            | 5               | 26           | met Alida                                                    |
| Oxygen                                                        | 2020                  | 30-05-2020            | tip21           | -            | met Winona Oak                                               |
| Alane                                                         | 2020                  | 04-07-2020            | 4               | 15           | met Wes / Alarmschijf                                        |
| All We Got                                                    | 2020                  | 26-12-2020            | 4               | 18           | met Kiddo                                                    |
| One More Time                                                 | 2021                  | 27-02-2021            | tip11           | -            | met Felix Jaehn & Alida                                      |
| Somewhere Over the Rainbow - What a Wonderful World           | 2021                  | 21-08-2021            | tip19           | -            | met Alle Farben & Israel Kamakawiwo'ole                      |
| Young Right Now                                               | 2021                  | 25-12-2021            | 10              | 22           | met Dennis Lloyd                                             |
| In Your Arms (For an Angel)                                   | 2022                  | 29-01-2022            | tip20           | 5            | met Topic & Nico Santos                                      |
| On Repeat                                                     | 2022                  | 07-05-2022            | tip16           | 4            | met David Guetta                                             |
| Sun Will Shine                                                | 2022                  | 27-08-2022            | tip16           | 6            | met Tom Walker                                               |
| Miss You                                                      | 2022                  | 15-10-2022            | 5               | 13           | met Oliver Tree                                              |

| Single met hitnotering(en) in de Vlaamse Ultratop 50 | Datum van verschijnen | Datum van binnenkomst | Hoogste positie | Aantal weken | Opmerkingen                          |
| ---------------------------------------------------- | --------------------- | --------------------- | --------------- | ------------ | ------------------------------------ |
| Prayer in C (Robin Schulz remix)                     | 2014                  | 28-06-2014            | 1(6wk)          | 28           | met Lilly Wood & The Prick / Platina |
| Willst du                                            | 2014                  | 20-09-2014            | tip14           | -            | met Alligatoah                       |
| Sun Goes Down                                        | 2014                  | 04-10-2014            | 6               | 17           | met Jasmine Thompson                 |
| No Rest for the Wicked (Robin Schulz edit)           | 2015                  | 28-02-2015            | tip13           | -            | met Lykke Li                         |
| Headlights                                           | 2015                  | 30-05-2015            | 16              | 11           | met Ilsey                            |
| Sugar                                                | 2015                  | 22-08-2015            | 10              | 24           | met Francesco Yates / Goud           |
| Love Like This                                       | 2015                  | 26-12-2015            | tip70           |              | met J.U.D.G.E.                       |
| Show Me Love                                         | 2016                  | 27-02-2016            | tip3            |              | met J.U.D.G.E.                       |
| Heatwave                                             | 2016                  | 14-05-2016            | tip             |              | met Akon                             |
| OK                                                   | 2017                  | 29-07-2017            | 16              | 21           | met James Blunt / Platina            |
| I Believe I'm Fine                                   | 2017                  | 07-10-2017            | tip             |              | met Hugel                            |
| Unforgettable                                        | 2018                  | 10-02-2018            | tip             |              | met Marc Scibilia                    |
| Oh Child                                             | 2018                  | 07-07-2018            | tip             |              | met Piso 21                          |
| Speechless                                           | 2018                  | 23-02-2019            | 13              | 14           | met Erika Sirola                     |
| All This Love                                        | 2019                  | 18-05-2019            | tip             |              | met Harlow                           |
| Rather Be Alone                                      | 2019                  | 12-10-2019            | tip             |              | met Nick Martin & Sam Martin         |
| In Your Eyes                                         | 2020                  | 01-02-2020            | 14              | 29           | met Alida / Goud                     |
| Alane                                                | 2020                  | 04-07-2020            | 14              | 18           | met Wes / Goud                       |
| All We Got                                           | 2020                  | 16-01-2021            | 12              | 19           | met Kiddo                            |
| One More Time                                        | 2021                  | 10-04-2021            | tip             |              | met Felix Jaehn & Alida              |
| Young Right Now                                      | 2021                  | 08-01-2022            | 20              | 22           | met Dennis Lloyd                     |
| Miss You                                             | 2022                  | 22-10-2022            | 6               | 9            | met Oliver Tree                      |

- Bibliothèque nationale de France: cb16940619f (data)
- Gemeinsame Normdatei: 1060985926
- International Standard Name Identifier: 0000 0004 4470 5950
- Library of Congress Control Number: no2015078500
- MusicBrainz: 163218c2-9e0f-4d2d-aecb-ebbdef6aab70
- Système universitaire de documentation: 184097142
- Virtual International Authority File: 312620089
- WorldCat: E39PBJkxHdbCkQw8FQpwQXVHmd